# FNS27時間テレビ (2023年)
『FNS27時間テレビ 鬼笑い祭』（エフエヌエスにじゅうななじかんテレビ おにわらいまつり）は、フジテレビ系列（テレビ大分は除く）で2023年7月22日（土曜日）18:30 - 7月23日（日曜日）21:54（JST）まで生放送された37回目となる『FNS27時間テレビ』。

## 概要
番組のキャッチコピーは、「俺たち…こんなに大きくなりました!」。今回のテーマは「真剣勝負」と「楽しいを塗りかえろ!」。
1987年のスタート以来、年に一度放送されている『FNS27時間テレビ』は2020年以降、新型コロナウイルスの影響で3年連続で放送中止が続いたが、今回は約4年ぶりに復活したことから、「4年ぶり」の表現を随所で表示した。なお、夏に生放送される『FNS27時間テレビ』且つフジテレビのレギュラー番組がベースになるのは『痛快TV スカッとジャパン』をベースにした2016年の『FNS27時間テレビフェスティバル!』以来7年ぶり。さらに、マラソン企画が開催されるのも2015年の『FNS27時間テレビ めちゃ²ピンチってるッ! 1億2500万人の本気になれなきゃテレビじゃないじゃ〜ん!!』以来8年ぶりである。
今回は千鳥がMCを、かまいたちが対決パネラー、ダイアンのユースケが"鬼の声"として影ナレーション（天の声）でレギュラー出演している『千鳥の鬼レンチャン』をベースとした内容であることから千鳥、かまいたち、ダイアンの3組が総合司会を務める。なお、番組の初報は同年2月19日に放送された『千鳥の鬼レンチャン』の最後に番組史上最大の"重大発表"として3組の口から発表された。約2カ月後の4月16日の「鬼レンチャン」内にて放送日が7月22日・23日に決定したことが発表された。
また、『FNS27時間テレビ』の放送決定の発表が『24時間テレビ』よりも先に行われるのは今回が史上初となった。
制作には1年がかりで準備がされ、フジテレビのバラエティ番組制作スタッフが全員参加するという初の試みのもと制作・放送が行われた。
7月16日にはTVerのリアルタイム配信を実施することが発表された。24時間以上リアルタイム配信が行われるのは、民放のテレビ局では史上初の試みとなる。

## 主な出演者

### 総合司会
千鳥とかまいたちの2組は裏番組の関係上、出演しない時間帯があった。
- 千鳥（大悟・ノブ）- イメージカラーは水色。
- かまいたち（山内健司・濱家隆一）- イメージカラーはピンク。
- ダイアン（ユースケ・津田篤宏）- イメージカラーは黄色。
  - 基本はノブが全体の進行を担当。
  - 津田以外は『千鳥の鬼レンチャン』にレギュラー出演（ただし、津田は不定期でゲスト出演）しており、全員が総合司会を初担当となった。
  - 原則千鳥軍vsかまいたち軍or総合司会チームvs番組MC&レギュラーチームの対決となり、前述の組み合わせでは、ダイアンはゲームの状況に応じて所属軍が異なるケースがあった。

### 進行アシスタント
- 永島優美（フジテレビアナウンサー）
- 井上清華（フジテレビアナウンサー）
- 唐沢佐吉[注 9]（秋山竜次（ロバート））
  - 永島は2019年以来3回目、井上は初担当となった。
  - 秋山は唐沢として出演するほかにも事前収録パートなどにも出演。

### 各コーナーの出演者
一部出演者は、他の企画と兼任することもあった。また、出演者は白あるいは黒のオリジナルTシャツを着用するが、企画によってはその企画に順処した衣装を着用する。

#### 100kmサバイバルマラソン
- 実況：倉田大誠（フジテレビアナウンサー）
- 解説・リポーター：コットン（西村真二・きょん） - 西村はスターターも兼任。

途中で脱落した一部のランナーは、倉田とコットンがいるスタジオへ移動しトークを行った。

##### 千鳥軍
区別のため、青いウェアを着用。
- 井上咲楽
- 池谷直樹
- 大倉士門
- 太田隆司（いぬ）
- 団長安田（安田大サーカス）
- ダンテ・カーヴァー
- ノッチ（デンジャラス）
- 波田陽区
- 山本浩司（タイムマシーン3号）

##### かまいたち軍
区別のため、赤いウェアを着用。
- 片岡安祐美
- たける（東京ホテイソン）
- トランプマン
- ハリー杉山
- みっちー
- やまと&ゆうた（コムドット）
- 山本賢太（フジテレビアナウンサー）
- ワタリ119

#### サビだけカラオケ タッグモード大会
- 阿保×熱語りタッグ（濵田崇裕&神山智洋〈WEST.〉（当時はジャニーズWEST名義））
- 日向坂タッグ（齊藤京子&富田鈴花）
- アンチかまいたちタッグ（丘みどり&華原朋美）
- ノブ反逆同盟（荒牧陽子&島谷ひとみ）
- ほい一門師弟タッグ（ほいけんた&ほい航大）
- リベンジ若手演歌タッグ（徳永ゆうき&彩青）
- ペリー・キー（ロバート秋山） - 前半3組終了後ハーフタイムショーとして登場した。エキシビション扱いで、両軍からの指名はなくレンチャン数に関わらずポイントの変動もなし。

#### ほぼごっつVS鬼レンチャン「チームDEファイト」

##### 進行
- 榎並大二郎（フジテレビアナウンサー）
- 小室瑛莉子（フジテレビアナウンサー）

##### ほぼごっつ軍団
- 松本人志（ダウンタウン）
- 今田耕司
- 東野幸治
- 木村祐一
- 130R（板尾創路・ほんこん） - コンビ揃ってフジテレビに出演するのは、2014年2月11日放送のドラマ『福家警部補の挨拶』以来約9年ぶり。

##### 鬼レンチャン軍団
- 千鳥
- かまいたち
- ダイアン

#### フジテレビ『27時間テレビ』×NHK『Venue101』同時生放送
- 生田絵梨花 - NHK『Venue101』MC

#### 明石家さんまのラブメイト10
- 明石家さんま - ミスター27時間テレビ
- 今田耕司
- 岡村隆史（ナインティナイン）
- 火薬田ドン（ビートたけし）&弟子・火薬田小ドン（劇団ひとり）
- 西山喜久恵（フジテレビアナウンサー） - 進行

##### ラブメイト10×S-PARK
- 佐久間みなみ（フジテレビアナウンサー）

#### 真夜中のお笑いレンチャン〜笑いがバカスカクラシック〜
- 進行&お笑いレフェリー：川島明（麒麟）
- 企画協力: クールポコ。 - ペアで即興クールポコレンチャン

##### 千鳥軍
- キャプテン：千鳥
- キャプテン補佐：吉村崇（平成ノブシコブシ）
- アキナ
- 井上裕介（NON STYLE）
- ウエストランド
- おいでやす小田
- 尾形貴弘（パンサー）
- ギャロップ
- 田中卓志（アンガールズ）
- なすなかにし
- 和田まんじゅう（ネルソンズ）

※五十音順

##### かまいたち軍
- キャプテン：かまいたち
- キャプテン補佐：長田庄平（チョコレートプラネット）
- 稲田直樹（アインシュタイン）
- カンニング竹山
- ジャングルポケット[注 10]
- 鈴木もぐら（空気階段）
- 関太（タイムマシーン3号）
- ダイアン
- とにかく明るい安村
- マヂカルラブリー
- 松尾駿（チョコレートプラネット）

※五十音順

#### めざましテレビ
「ココ調」で千鳥、かまいたち、ダイアンの人気のルーツを証言VTRを交えながら徹底調査。
- 三宅正治（フジテレビアナウンサー）
- 軽部真一（フジテレビアナウンサー）
- 生田竜聖（フジテレビアナウンサー）
- 井上清華（フジテレビアナウンサー）
- 森昭一郎（フジテレビアナウンサー） - ナレーション
- 林佑香 - お天気キャスターで、東京タワーと浅草から後述の岸と共に中継出演。
- 岸大介 - 林の天気予報の際に京都太秦から東京タワーに到着したバスを下車するところが偶然映りインタビューされる。浅草ではヤンキーにオヤジ狩りされそうになっているところが偶然映りインタビューされる。撮影の合間で78時間空いているが戻らなければならないためカツラはつけたままである。めざましテレビのスタジオに対して「映画？」と執拗に聞いてくる。最近撮影した映画は『岸大介VSプレデター』。
- 西岡徳馬 - 岸の同期で友人。共演作は『暴れない将軍』。撮影の合間で96時間空いており、岸から東京に来いと言われたので来た。

##### 証言VTR
- ソラシド
- 堀さん（多くの大阪芸人が通う居酒屋『たこしげ』のマスター）
- 天津
- 中山功太
- NON STYLE
- ギャロップ
- 笑い飯
- 町田星児（ヘッドライト） - 千鳥が出ていたインディーズライブ『魚群』のVTRを提供。
- お兄ちゃん（ビタミンS）
- 藤崎マーケット
- 山名文和（アキナ）
- SJ（GAG）
- 市川義一（女と男）
- 高橋茂雄（サバンナ）

#### イタズラジャーニー
- 渋谷凪咲（NMB48） - ツアーガイド
- チョコレートプラネット（長田庄平・松尾駿）

##### イタズラ劇団員
- 津田きみ子（ダイアン津田の母）

#### FNS逃走中

##### 見届け人
- 田中卓志（アンガールズ） - 総合司会陣と共にVTRで戦況を見守る見届け人として出演。『ミスター逃走中』。
- たむかい（戦士） - ノブのそっくりさんとして途中からスタジオですり替わった。
- 銘苅（戦士） - 大悟のそっくりさんとして途中からスタジオですり替わった。
- No.ナオト - モノマネ芸人。濱家のそっくりさんとして途中からスタジオですり替わった。
- 小石田純一 - 山内のそっくりさんとして途中からスタジオですり替わった。
- 岡下雅典（THIS IS パン） - 津田のそっくりさんとして途中からスタジオですり替わった。

##### 逃走者
以下は後述するルール始動の段階で選択したチームに基づく。
千鳥軍（青のビブス）
- 大悟・ノブ（千鳥）
- 津田（ダイアン）（その後かまいたち軍に寝返り）
- 尾形貴弘（パンサー） - 仙台放送代表
- 澤部佑（ハライチ） - フジテレビ代表
- 坂井良多（鬼越トマホーク） - 長野放送代表
- 長谷川俊輔（クマムシ） - 富山テレビ代表
- 新田さちか - 石川テレビ代表
- ネゴシックス - 山陰中央テレビ代表
- たける（東京ホテイソン） - 岡山放送代表
- 槙野智章 - テレビ新広島代表
- 桑原みずき（元SKE48） - 高知さんさんテレビ代表
- 酒井一圭（純烈） - サガテレビ代表
- クロちゃん（安田大サーカス） - テレビ長崎代表（その後かまいたち軍に寝返り）
- 乾き亭げそ太郎 - 鹿児島テレビ代表

かまいたち軍（赤のビブス）
- 濱家・山内（かまいたち）
- ユースケ（ダイアン）
- 金川紗耶（乃木坂46） - 北海道文化放送代表
- 金谷鞠杏（GENIC） - 秋田テレビ代表
- 橋本良亮（A.B.C-Z） - 岩手めんこいテレビ代表
- 平子祐希（アルコ&ピース） - 福島テレビ代表
- 高橋愛 - 福井テレビ代表
- ギャル曽根 - テレビ静岡代表
- 村上佳菜子 - 東海テレビ代表
- 盛山晋太郎（見取り図） - 関西テレビ代表
- 矢吹奈子（元HKT48） - テレビ西日本代表
- 河合郁人（A.B.C-Z） - テレビ熊本代表（その後千鳥軍に寝返り）
- イワクラ（蛙亭） - テレビ宮崎代表

以下の逃走者はビブス着用前に確保
- JP - さくらんぼテレビ代表
- おばたのお兄さん - NST新潟総合テレビ代表
- 高岸宏行（ティモンディ） - テレビ愛媛代表
- ゆっきー（キャン×キャン） - 沖縄テレビ代表

##### スペシャルハンター
- ナダル（コロコロチキチキペッパーズ）[13]
- ZAZY

ナダルハンターは起動したが、ZAZYハンターは起動しなかった（理由は後述）。

#### FNS鬼レンチャン歌謡祭

##### MC
- 永島優美（フジテレビアナウンサー）
- 軽部真一（フジテレビアナウンサー）

##### 出演アーティスト
- 神山智洋&濱田崇裕（WEST.（当時はジャニーズWEST名義））
- AKB48
- 倖田來未×水谷千重子
- 酒井法子
- DA PUMP×ササキオサム（MOON CHILD）
- TRF×津田篤宏
- T-BOLAN
- 松平健×岸大介 - 岸は松平の事を「健ちゃん」と呼ぶ仲である。
- 南こうせつ
- モーニング娘。'23
- ももいろクローバーZ
- 森高千里
- ほいけんた×西川貴教
- 清塚信也×佐藤仁美
- 麻倉未稀
- 稲田直樹（アインシュタイン）
- 丘みどり
- 河合郁人（A.B.C-Z） - 夏の王様歌唱前にKinKi KidsからのメッセージVTRが流れた。
- 細魚
- 金ちゃん（鬼越トマホーク）
- 島谷ひとみ
- せいや（霜降り明星）
- 高橋真麻
- 徳永ゆうき
- Mr.シャチホコ
- はまぐりあゆみ（坂本冬休み）
- 林健（ギャロップ）
- BENI
- マルシア
- 矢口真里
- 保田圭
- よよよちゃん
- レイザーラモンRG

##### ゲスト
- 毛利大亮（ギャロップ）
- 石川不遼
- アイドル鳥越 - 石川不遼とアイドル鳥越で見取り図のモノマネをしていた。

#### 今夜はナゾトレ「ナゾトレ川柳」
- くりぃむしちゅー （上田晋也・有田哲平） - 上田は司会、有田は「川柳四天王」として出演。
- タカアンドトシ（タカ・トシ） - 川柳四天王。
- 柳原可奈子 - 川柳四天王。
- 宇治原史規（ロザン） - 鬼レンチャンチーム助っ人（ただし時間の都合上、解答者としての参加無し。）。出演者で唯一ラテ欄への記載が無かった。
- 阿部亮平（Snow Man） - 鬼レンチャンチーム助っ人。
- 伊集院光 - 鬼レンチャンチーム助っ人。特注の5XLサイズの番組Tシャツを着て参戦。当初助っ人席に居たがノブがラジオを拝聴していることやノブがレギュラー出演する『有吉のお金発見 突撃!カネオくん』で準レギュラーであり、毎回うんちくを持ってきてくれることへの感謝を込めてノブが座っていた解答者席と交代した。
- 松丸亮吾 - ｢東大ナゾトレ｣の出題者と鬼レンチャンチーム助っ人を兼任。
- 佐藤健 - ノブ自らのオファーにより、鬼レンチャンチーム助っ人として出演。
- 上田啓介 - 上田晋也の実兄で川柳四天王助っ人。（ただし時間の都合上、解答者としての参加無し。）
- 三浦雄一郎 - トシの実兄で川柳四天王助っ人。（ただし時間の都合上、解答者としての参加無し。）
- 井上清華（フジテレビアナウンサー）

#### 有吉ダマせたら10万円
- 有吉弘行 - 解答者
- バカリズム - 進行
- 永島優美（フジテレビアナウンサー） - 進行

#### 競馬中継
- 佐野瑞樹（フジテレビアナウンサー）
- 竹俣紅（フジテレビアナウンサー）
- 加藤晃（東海テレビアナウンサー） - レース実況

#### 芸能人が本気で考えた!ドッキリGP
- 東野幸治 - MC
- 小池栄子 - MC
- 恵俊彰（ホンジャマカ）
- 向井康二（Snow Man）
- 柴田英嗣（アンタッチャブル）

##### 秒でドッキリ
かまいたち以外のメンバーはVTRのみでの出演。
- かまいたち
- 和田まんじゅう（ネルソンズ）
- 森脇健児
- ほいけんた
- 徳永ゆうき

##### ボムマジ爆発
- 小木博明（おぎやはぎ） - ボムマジ爆発ゲーム進行

#### 400m走生サバイバルレンチャン
左端はトップスの色。

##### 実況・進行
- 伊藤利尋（フジテレビアナウンサー）

##### 千鳥軍
区別のため、青いハーフタイツを着用。
- 0  大久保嘉人
- 0  エリック・ワイナイナ
- 0  坪井慶介
- 0  森脇健児
- 0  嶋﨑斗亜（Lil かんさい）
- 0  石橋遼大（四千頭身）

##### かまいたち軍
区別のため、赤いハーフタイツを着用。
- 0  鳥谷敬
- 0  おばたのお兄さん
- 0  駒野友一
- 0  八重樫東
- 0  山田勝己（ミスター『SASUKE』）
- 0  みなみかわ

#### サザエさん
- 加藤みどり - サザエ
- 田中秀幸 - マスオ
- 冨永みーな - カツオ
- 津村まこと - ワカメ
- 愛河里花子 - タラオ
- 茶風林 - 波平
- 寺内よりえ - フネ

##### ゲスト声優
- 千鳥（大悟・ノブ）
- かまいたち（山内健司・濱家隆一）
- ダイアン（ユースケ・津田篤宏）
- ほいけんた

#### 大縄レンチャン

##### 千鳥軍
- 尾形貴弘（パンサー）
- 和田まんじゅう（ネルソンズ）
- 小島よしお
- 林健（ギャロップ）
- 野田クリスタル（マヂカルラブリー）
- 見取り図（盛山晋太郎・リリー）

##### かまいたち軍
- 津田篤宏（ダイアン）
- アタック西本（ジェラードン）
- アインシュタイン（河井ゆずる・稲田直樹）
- おたけ（ジャングルポケット）
- ティモンディ（高岸宏行・前田裕太）

#### 新人アナウンサー提供読み
今回は中止期間に入社した（令和2年度第34期生 - 令和4年度第36期生）アナウンサーも含めて提供読みを行った。

##### 立会人
- 佐々木恭子（平成8年度入社第10期生）

##### 令和2年度入社第34期生
- 佐久間みなみ
- 德田聡一朗

##### 令和3年度入社第35期生
- 小山内鈴奈
- 小室瑛莉子
- 竹俣紅
- 山本賢太

##### 令和4年度入社第36期生
- 勝野健
- 岸本理沙
- 松﨑涼佳

##### 令和5年度入社第37期生
- 原田葵
- 東中健

※提供読に先立ち、立会人の佐々木から「新人アナウンサーに加え、コロナ禍で27時間テレビが開催されなかった2年目から4年目のアナウンサーも一緒に参加します｡」と説明があった後、23年度の新人アナウンサーである原田と東中が自己紹介を行った。提供読みは、原田→東中→勝野→岸本→松崎→小山内→小室→竹俣→山本→佐久間→徳田の順に、1～4年目のアナウンサーがリレー形式で行った。なお、34期生(令和2年度入社)の渡邉渚は体調不良で休養中のため欠席した。

#### FNNニュース
フジテレビアナウンサーが担当。
|          | 担当アナウンサー |
| -------- | ---------------- |
| 22日未明 | 新美有加         |
| 23日朝   | 斉藤舞子         |
| 23日昼   | 斉藤舞子         |
| 23日夕方 | 勝野健           |

### その他の出演者
- 津田きみ子（総合司会のダイアン津田の母） - 観客席に座った。

## 視聴率
関東地区全時間帯（ビデオリサーチ調べ）のフジテレビが重視するコア層（13～49歳）の視聴率は4.7％。また世帯6.5%、個人全体4.0％を記録し、世帯視聴率では前回を0.7ポイント上回った。22日のゴールデンタイム（19:00～22:00）ではコア視聴率6.8%、世帯8.2%、個人全体で5.8%を記録し、23日のゴールデン帯を中心とする時間帯（18:30～21:54）でもコア視聴率7.8%、世帯9.5%、個人全体で6.5%を記録した。全てのパートにおいてコア、個人全体、世帯が同時間帯横並びトップを記録した。瞬間最高視聴率は11.9%で、19:41の「400mサバイバルレンチャン」でおばたのお兄さんが鬼レンチャンを達成し優勝した場面だった。また瞬間最高コア視聴率は9.1％で、22日の21:36に記録。ほいけんた&ほい航大ペアがサビだけカラオケの10曲目に挑戦する場面だった。
ちなみに、リアルタイムの視聴人数と到達人数は日本全国で6376.5万人が視聴していたことがビデオリサーチ社の推計で分かった。

## タイムテーブル

### オープニング
唐沢佐吉のオープニングアクトに続き、千鳥・かまいたち・ダイアンが呼び込まれた。自身のSNS発表後、放送では初めてノブから振られる形で永島の懐妊を公表。その流れで「FNSスゴ技鬼レンチャン」に接続。

### FNSスゴ技鬼レンチャン
『FNS27時間テレビ』オープニング恒例の「27局列島縦断リレー」で、FNS27局の代表が生中継リレーでスゴ技特技を披露し、27レンチャンを目指す企画。大トリはフジテレビ代表としてダイアンの津田が務めた。
1回目のチャレンジでは1局目（東海テレビ）で失敗してしまったものの、仕切り直して行われた2回目のチャレンジで順調にレンチャンを決め、津田がけん玉のスゴ技を無事に成功したため鬼レンチャン（27レンチャン）達成となった。

### 通し企画『100kmサバイバルマラソン』
2日間の通し企画。4月30日放送の『鬼レンチャン』の中で発表され、「18人の有名人が必要以上に休憩せず100kmマラソンに挑戦したらいつゴールするのか?」を検証する。
Jヴィレッジ周辺の5kmコース20周を、先導車の後方30mを鬼に扮したペースメーカーが走り、追い抜かれた時点で脱落。終盤の3kmはペースメーカーを外し自らのペースでゴールを目指す。優勝賞金は1000万円。
スタートから約16時間30分後の23日午前11時30分頃に、「かまいたち軍」のハリー杉山がゴールし、賞金1000万円を獲得した。この他、ワタリ119、大倉士門、井上咲楽、団長安田（安田大サーカス）、山本賢太（フジテレビアナウンサー）も完走したため、完走者は計6名という結果となった。
なお、この5名とノッチは翌年も出場し、ハリーはスターターを務めた。

### サビだけカラオケ タッグモード大会
6月18日の『千鳥の鬼レンチャン』で発表され、同番組の人気企画「サビだけカラオケ」の特別編。曲のサビを交互に歌い鬼レンチャン達成となる10レンチャンを目指すが、9組での予選が行われることが発表された。本特番に先立ち6月1日早朝に生放送された特別編と同様に、生放送のスタジオで総合司会が既に収録済みの9組のVTRを観るスタイルとなっている。予選の結果は7月17日に放送された事前番組で発表された。なお、出演しないコンビは2023年8月27日の『鬼レンチャン』で放送された。

### チームDEファイト
MC3組の鬼レンチャンチームと松本人志、東野幸治などダウンタウンのごっつええ感じのメンバーが"ほぼ"集結したほぼごっつチームに分かれてゲーム対決。「あっち向いてバズーカ」と「パチンコ人間ボウリング」の2ゲームで対決した。あっち向いてホイで負けた瞬間クリーム砲を撃たれる"あっち向いてバズーカ"では罰ゲームのクリーム砲が松本に対しスタッフのミスで誤作動するハプニングもあったが、鬼レンチャンチームが勝利した。
コーナー途中では濱家が司会を務めるNHK総合の音楽番組『Venue101』との同時生放送が行われた。「同時生放送」と銘打たれていたが『Venue101』を全編同時生放送した訳ではなく、フジテレビ側は23時以降も「チームDEファイト」を続行、一方のNHK側はV4スタジオにアーティストを迎えて別々の内容で放送し、番組内の一部を同時生放送するに留まった。コーナー中に唐沢と連れ出しに来た『Venue101』司会の生田が登場し、本コーナーのスタジオで「ビートDEトーヒ」を披露。その後は濱家をV4スタジオへ連れ出した。この間、V4スタジオには出演していたゲストアーティストが待機していたが『27時間』側の放送には一切出演していない。

### 明石家さんまのラブメイト10
『FNS27時間テレビ』の恒例企画。総合司会の千鳥・かまいたち・ダイアンの3組6人は初参加。「さんま・中居の今夜も眠れない」時代に中継として登場していたビートたけし扮する火薬田ドンが今回は2016年以来の7年ぶりに登場したが、生中継ではなく事前収録だった。なお火薬田ドンのコーナーのみTVerによるリアルタイム配信は実施されなかった。

### 真夜中のお笑いレンチャン〜笑いが・バカスカ・クラシック〜
千鳥軍とかまいたち軍に分かれて大喜利やリアクションを中心とした5つのゲームで対決。最終的に勝ったのは千鳥軍で、負けたかまいたち軍のキャプテン山内には「めざましテレビ」パートにて罰ゲームが行われた。

### めざましテレビ
『FNS27時間テレビ』の近年の恒例企画。本コーナーは平日版と同様にFNNニュースと天気予報の他に平日版で大人気コーナーの「ココ調」のスペシャル版として本年の総合司会3グループのデビューから現在までの過去を調べる特別編を放送した。ただし、ニュースコーナーは通常とは異なり、『めざまし』のセットがあるV9スタジオに隣接した報道センターの顔出しブースから斉藤舞子が『日曜朝のFNNニュース』スタイルで伝えた。先述のお笑いレンチャンで負けたかまいたち山内の罰ゲームとして「リアルめざましくんに扮して時間読み」が行われた。

### イタズラジャーニー
チョコレートプラネット、渋谷凪咲とともにMC3組が、お台場を生放送でイタズラをかいくぐりながら散策。番組定番のイタズラが、普段からレギュラー出演するかまいたちはもちろん、4月の特番に出演したダイアンや初登場の千鳥にも容赦なく襲いかかった。

### FNS逃走中
今回の系列局対抗企画。6月4日放送の『鬼レンチャン』の中で発表され、全国FNS系列27局の各代表者27人に総合司会の千鳥・かまいたち・ダイアンの3組6人も加わり、『逃走中』史上最多となる総勢33人が千葉市美浜区のイオンモール幕張新都心を舞台に、千鳥軍vsかまいたち軍の2チームに分かれて行う。各局からは女性アナウンサーも出演し、レポーター役と共に青山シズカによって物語後半では勝敗のカギを握った（後述）。ハンターには27時間スペシャルハンターとしてナダルハンターとZAZYハンターが追加。これらの進行もレギュラー版同様クロノス社3代目ゲームマスターである青山シズカ（演：足立梨花）が担うほか、最新AI・クロノス（演：秋山竜次）が登場。ナダルハンターは千鳥軍側に、ZAZYハンターはかまいたち軍側に設置されたが、これはその最新AIによるアイディアであるが、シズカは乗り気でなかった。
イオンモール幕張新都心のうち、チームミッション発動後は千鳥軍エリアが「ペットモール」「グランドモール」、かまいたち軍が「ファミリーモール」「アクティブモール」をエリアとし、各エリアにハンターは4体ずつ。「ファミリーモール」と「ペットモール」をつなぐ部分が連絡ブリッジとなった。残り35分の段階で両チームの逃走エリアが、かまいたち軍側に統一される。
この回だけのルールとして通常版の「裏切り者」の派生として「寝返り」「密告」が追加されるなど、今回のみのミッションも多い。
- 「チームミッション」 - 最初は4つのモールを逃走者が自由に逃げられた。残り130分頃に発動された最初のミッション。連絡ブリッジに『千鳥軍を示す青ビブス』と『かまいたち軍を示す赤ビブス』を用意。これをハンターに捕まらないよう逃げながら着用する。逃走者は自由にビブスを選び、『千鳥』か『かまいたち』の軍に分かれる。残り110分の時点で分けられたところからが実質の本戦となる。逃げ切った人数の多いチームの勝利となり、勝利チームの逃走成功者が複数いた場合は、ボーナス200万円を山分けできる。ビブスを取り損ねると、ハンターに位置情報が伝わり確保される。
- 「スペシャルハンター放出」 - 残り103分頃に発動されたミッション。ここから残り80分までの間に、より多くの人数で集合写真を撮り、人数を集められなかった方にスペシャルハンターが放出される。撮影は何度でも可能。千鳥軍は人数は集められたものの、タイムアップで撮影できず、かまいたち軍がミッションクリアとなった。
- 「寝返り」 - 残り75分頃に発動されたミッション。2つの軍陣をつなぐ連絡ブリッジに相手チームのビブスが用意され、残り60分までに着ることができれば相手チームに移ることができる。なお、ビブスは各チーム2枚ずつしか用意されていないため、希望者が複数人出た場合は、早い者勝ちとなる。結果として、クロちゃんとダイアン津田がかまいたち軍に、A.B.C-Z河合が千鳥軍に寝返った。
- 「アナウンサー通報部隊」 - 残り56分頃に発動されたミッション。各局対抗企画のアナウンサー出演要素の一つである。各局から集められた27名の女性アナウンサーは、イベント中の会見や取材活動を行うが、このミッションの発動と同時に洗脳され通報部隊となる。アナウンサー通報部隊は、4-5人1組で各3部隊ずつ・計6部隊あり、逃走者を見つけると笛を吹きハンターを呼び寄せる。カードキーを探し出し、先述の連絡ブリッジの装置にカードキーをさせば、アナウンサー通報部隊を消滅させることができるが、装置が一つであることから、アナウンサー通報部隊を半分までしか消滅できない。上手くいけば、自分の軍は3部隊全て消滅かつ、相手軍は3部隊全て残すことができる。
- 「逃走エリア統一」 - 残り35分頃に発動された通達。エリア内全てのアナウンサー通報部隊が消滅と同時に、両チームの逃走エリアが、かまいたち軍側に統一され以後、逃走エリアは「ファミリーモール」と「アクティブモール」のみとなる。ハンターの数は4体。
- 「密告」 - 残り30分頃に発動されたミッション。相手チームの逃走者の居場所を密告すると、その場所へハンターが確保へ向かう。ただし、タッチの差であっても、先に密告があった方の指示に従う。また、密告されたとしても、それに気付き逃げ切れればセーフとなる。

最後まで無事逃走に成功したのは千鳥のノブとテレビ新広島代表の槙野智章の2人で、ともに賞金184万円を獲得した。テレビ新広島の対抗企画優勝は、中断前最後の放送となった2019年以来で4度目。なお、山内が自首に成功した。
このコーナーは事前収録だが、V5スタジオの『鬼レンチャン』のセットにて千鳥、かまいたち、津田（ユースケは中継企画参加の為、スタジオには不参加。）に加え、逃走中最多参戦を誇る田中卓志が「ミスター逃走中」として生放送でモニタリングを行い、途中で寝てしまった者は、スタジオ裏に置かれた滝行セットを使い、大量の水を浴びて目を覚ますという罰を受ける。しかし、総合司会の5人は途中から、当人たちに似た別人（ノブは吉本興業所属のお笑いトリオ戦士のたむかい、大悟は同じくお笑いトリオ戦士の銘苅、濱家はモノマネ芸人のNo.ナオト、山内は顔が似ている小石田純一、津田はお笑いコンビTHIS IS パンの岡下）にすり替わってワイプに映っている場面が見受けられ、VTR終了後に田中に突っ込まれ、ついには山内ともみ合いになっていた（冒頭とゲーム終了直前のみ本人たちが出演した）。
本内容に未公開部分等を加えて再編集した『FNS逃走中 特別編 千鳥VSかまいたち』を当初同年11月5日19:00 - 21:54に放送予定だったが、『プロ野球SMBC日本シリーズ2023第7戦 オリックス×阪神』を中継することになったため休止となった。その後放送予定も無くお蔵入りとなっている。

### FNS鬼レンチャン歌謡祭
6月18日の『鬼レンチャン』の放送で発表され、総合司会・大悟のプロデュースのもと『鬼レンチャン』の歌唱メンバーが一堂に会し、本格的な音楽番組のセットで本気の歌を披露する。本家『FNS歌謡祭』の総合演出・浜崎綾が演出を手掛けて『FNS歌謡祭』常連出演アーティストと『鬼レンチャン』の「サビだけカラオケ」常連出演者がこの日限りの夢のコラボレーションで歌唱する。会場は本家のセットではなく、V4スタジオのメインセットが用いられたが、過去2回と違う点として総合司会は会場に行かずにV5スタジオの『鬼レンチャン』のセットから見届ける形になった（『鬼レンチャン』同様ワイプにてツッコミやヤジを行うもの。）。また企画の司会進行は本家と同じく永島が担当したが、相葉雅紀は出演せず『MUSIC FAIR』の軽部真一が担当した。2024年以降は、当企画が独立し特別番組として放送されている。

### 鬼レンチャンVS川柳四天王ナゾトレSP
今夜はナゾトレの人気企画「東大ナゾトレ」や「ナゾトレ川柳」にMC陣が参戦。サプライズゲストとして佐藤健が鬼レンチャンチームの助っ人として登場した。結果は「川柳四天王」の勝利

### 有吉ダマせたら10万円
生放送での演技などを中心にMC陣が有吉弘行をダマすことにチャレンジ。最終問題に失敗しそれまで稼いだ賞金を全て没収されてしまった。

### ドッキリ生GP
『芸能人が本気で考えた!ドッキリGP』内のメインコーナー「秒でドッキリ」に総合司会のかまいたちを含む鬼レンチャンファミリーが出演したVTRを鑑賞。間にトークを挟んだ後、続きかと思いきや、VTRが打ち切られ、小木博明がスタジオにサプライズ登場。同じく番組内コーナーである早口言葉に特化したゲーム「ボムマジ爆発」を生放送で行う。ドッキリGPMC陣の挑戦は番組史上初であったが、ドッキリGPチームが逆転勝利し、鬼レンチャンチームは後日豪華差し入れの罰ゲームが決まった。

### 400m走生サバイバルレンチャン
7月2日の放送で発表された。『鬼レンチャン』レギュラー企画の『27時間テレビ』スペシャル。トラック1周400mを走りレースごとに最下位が脱落していき、最後まで残り続けた4人で決勝を行った（通常ルールはレースごとに5分間のインターバルを挟むが、第3レースと第4レースの間に後述の『サザエさん』を内包したためこの間のみ約35分のインターバルとなった。）。この対決ではおばたのお兄さんが鬼レンチャンを達成した。おばたのお兄さんは鬼レンチャンのレギュラー放送でのサバイバルレンチャンでは準優勝2回しており、今回で初優勝となった。

### サザエさん
通常放送よりも10分程度早めの放送。千鳥・かまいたち・ダイアンの総合司会6人がゲストキャラクターとして登場し、ほいけんたは「カラダぐぅ～」のセリフのみだがコラボする。2023年3月から2代目フグ田タラオ役を務める愛河里花子は『FNS27時間テレビ』初出演となった他、TVerによるリアルタイム配信も行われた。

### 大縄レンチャン
7月2日の放送で発表された。400m走生サバイバルレンチャンと同様、レギュラー企画の『27時間テレビ』スペシャルで行う。千鳥軍、かまいたち軍に選ばれた芸人6名ずつが大縄跳びに挑戦し、一回引っ掛かったら即終了、3回飛んだ合計回数を競う。

### 競馬中継
当番組内（『有吉ダマせたら10万円』に内包）で、「第71回中京記念・GIII」（中京競馬場）を実況中継する。ただしTVerでの配信は放映権の関係で実施なし。なお、この日の『みんなのKEIBA』・『KEIBA BEAT』（東海テレビ制作）・『KEIBAプレミア』（北海道文化放送）は休止となる。『みんなのKEIBA』MCである佐野・竹俣が中京競馬場に常設された『KEIBA BEAT』のセットから進行を行い、テロップなどは『みんなのKEIBA』仕様のものを使用。
またノブ・山内がそれぞれ単勝馬券を10万円ずつ買い、特にノブは前述の『サザエさん』つながりで「アナゴサン」というサイン馬券を披露したものの、両名とも的中とはならなかった。山内は別レースも95万円買ったことを『有吉ダマせたら10万円』内の企画で妻に電話報告している。

### 耐久フィナーレ漫才
2日目の最後の大型企画。総合司会を務めた6人がグランドフィナーレで「各組の鉄板ネタ」に「2日間の名シーン」を混ぜ込んで約1時間ぶっ通しの漫才を行う。7月2日の『鬼レンチャン』で発表された。
本番では3組がそれぞれ3回ずつ漫才を披露。かまいたちの2本目の漫才では山内がネタ中にセリフを間違えてしまい、途中でネタを切り上げるハプニングも起きたが千鳥の3本目の漫才中に目標時間を達成し、千鳥がその流れでかまいたち・ダイアンを呼び込み、最終的に6人で津田の持ちギャグ「ゴイゴイスー」を披露してフィニッシュとなった。

### 新人アナウンサー提供読み
例年では放送年、フジテレビに入社した新人アナ全員が分担して提供読みを行うが、今回は新人アナウンサーに加え休止期間に入社（令和2年度 - 令和4年度）したアナウンサーを含めた総勢11人で提供読みを行う。今回はほぼ全てのスポンサーロゴがカラーで表示され、BGMは例年通り服部克久の「虹」が使われた。
なお、山本は前述の「100kmサバイバルマラソン」を走り切った後での参加となり、竹俣も中京競馬場からの中継後にお台場に戻っての参加となった。

### グランドフィナーレ
最後は番組開始から司会の6人を見守ってきた津田の母・きみ子を中心に出演者一同で中島みゆきの「時代」を大合唱。その後津田が1日目のスゴ技レンチャンのけん玉を披露するも2度失敗し、特大クラッカーが発射された瞬間に放送が終了した。
番組内で触れられる事はなかったが、千鳥とサビだけカラオケの常連挑戦者（ほいけんた、麻倉、木山、坂本冬休み、りんごちゃん、島谷、丘、徳永、よよよちゃん等）が初めて同じスタジオで共演した。（『鬼レンチャン』ではレギュラー陣と挑戦者が直接スタジオで対面する事はない。なお、かまいたちは「鬼レンチャン歌謡祭」で既にりんごちゃん、徳永とは共演して歌唱している。）

## データ放送
各企画に応じて視聴者が千鳥軍VSかまいたち軍、あるいは総合司会チームVS当該企画番組レギュラーチームの勝敗を予想するクイズが出題されデータ放送で回答できた。1問正解でQUOカードの抽選に参加でき、4連続正解（4レンチャン）以上で賞金10万円の抽選に参加可能（不正解の時点でレンチャン数はリセットされる。不参加の場合はレンチャン数継続）。全11問正解（鬼レンチャン）を達成すると賞金100万円の抽選権（当選者1名）を得られた。また、これとは別に100kmサバイバルマラソン優勝者及びゴール時間帯の両方を予想する問題も出題された。また逃走中では各逃走者の情報が公開された他、サザエさんではその日の回に使われた原作が公開された。

## 参加番組
『明石家さんまのラブメイト10』・『S-PARK』・『ナゾトレ川柳』・『FNS歌謡祭』・『めざましテレビ』・『サザエさん』以外は『27時間テレビ』初参加。
- 『run for money 逃走中』
- 『明石家さんまのラブメイト10』
- 『S-PARK』
- 『Venue101』 - NHK総合が制作、総合司会のかまいたち濱家が生田絵梨花と共にMCを務める。
- 『芸能人が本気で考えた!ドッキリGP』
- 『今夜はナゾトレ』 - ナゾトレ川柳[注 21]
- 『有吉ダマせたら10万円』
- 『イタズラジャーニー』
- 『FNS歌謡祭』 - FNS鬼レンチャン歌謡祭[注 22]
- 『ダウンタウンのごっつええ感じ』
- 『めざましテレビ』
- 『サザエさん』

## テーマ曲
- T.M.Revolution『HIGH PRESSURE』 - CM入りも含めた番組全体のテーマソング[18]
- 高梨康治『PRIDE』 - 総合司会登場曲
- 服部克久『虹 Arc en Ciel』 - 提供読みBGM

## スタッフ
[FNSの日 制作実行委員会]
- - 実行委員長：神戸慎司
  - 副委員長：立松嗣章
  - 事務局長：佐藤真紀子
  - 事務局次長：戸渡和孝、中村百合子、中嶋優一
  - ネットワーク：花村恭之介、鈴木はるか、冨吉政貴、松井結
  - 編成：春名剛生、前田泰成、加藤愛理、鈴木康平
  - 営業推進：宮﨑豊、門脇寛至、小宮山将
  - 広報宣伝：高橋慶哉、飯泉英一郎
  - 総務：川野友裕、中村有吾、板倉格人、植松勇至
- 構成：酒井健作、カツオ、大井洋一
- 作家：安斎友朗、飯塚大悟、石原大二郎、内田一成、大井達朗、大野ケイスケ、奥田泰、倉本美津留、桜井慎一、下江すなお、管原祐也、鈴木功治、鈴木雅貴、須平敦宣、高須光聖、田中到、デーブ八坂、永井ふわふわ、成瀬正人、長谷川朝二、長谷川優、林田晋一、廣田勇人、福原フトシ、ビル坂恵、丸山コウジ、樅野太紀、安田聡太、渡邊勇穂、渡辺佑欣
- ナレーション：垂木勉、バッキー木場、マーク・大喜多、松元真一郎、松嶌杏実、レニー・ハート

<フジテレビ技術>
- - 技術プロデューサー：斉藤伸介
  - TD：杉本雄亮
  - TD・SW：勝村信之、小出豊、馬場義土、高瀬和彦、藤本伸一、小林光行、宮崎健司、秋山勇人、長田崇、長尾康平、真野昇太、村川正晃
  - カメラ：中野誠也、遠藤俊洋、村上信介、飯島知紀、前田正道、西口雄太、八柄哲、渡邊健太郎、矢代祐一
  - 映像：関口貴久、白波考大、富澤貴啓、伴場匡、鈴木貴裕、篠原佑季、渋谷岳彦、中山隆、山下将平、宮本学、高橋正直、武田和浩、土井理沙、北村智宏、原由樹
  - スロー：中山隆
  - 音声：唐渡健夫、日置健太郎、鈴木岳登、吉永哲也、佐藤博隆、光家郁夫、石川剛、江川祐、加瀬悦史、小清水健治、高宮哲郎、本間祥吾、高橋幸則、河野弘幸、澤津橋武志、西村健作
  - PA︰佐々木洋、松田勝治、水野愛里香
  - 照明：安藤雄郎、小林敦洋、大場佳祐、富沢宴令、本澤啓史、穴田健二、堀田耕二、根本進、堀江泰輔、紙透貴仁、甲斐則行、森崎靖史、藤沢勝
- 『100km中継』
  - TD：中島佑馬
  - カメラ：佐藤竣
  - 映像：井上貴人
  - 音声：北野尚史
  - 照明：中村貞敏
  - <FNS各局技術>
    - カメラ：伊地知孝仁・藤松智哉（KTV）、村瀬裕志（THK）、黒田健斗・大坪弘尭（SUT）
    - 映像：松井勝正（KTV）、青野敬大（SUT）
    - 音声：大貫修平（KTV）、梅村允康（THK）
    - スロー：蒲池洋史・安田淳（KTV）
- 『400m走中継』
  - TD：古橋淳二
  - SW：涌田尚孝
  - 映像：久保貴博
  - 音声：盛田浩尉
  - 照明：浅沼弘二
- 『岸大介中継』
  - TD：中山由貴
  - カメラ：山田充弘
  - 音声：國谷哲男
  - CG技術統括：眞武亮介
  - 回線：近政秀紀、水長卓朗、永沼みなみ、鶴田聖哉
  - 送出マスター：早見哲平、渡辺優一、中村春斗
  - 配信技術：川原隆弘、米岡充裕、山上祐樹
- 技術協力：fmt、ニユーテレス、共同テレビジョン、田中電設工業、サンフォニックス、明光セレクト、共立、放映サービス、インターナショナルクリエイティブ、マルチバックス、ピークエアビジョン、さがみエンヂニアリング株式会社、TUBE、CIRCLE、スウィッシュ・ジャパン
  -     - フジテレビ・オール技術スタッフ

<フジテレビ美術>
- - 美術プロデューサー︰三竹寛典、吉良久仁子
  - デザイナー：永井達也、鈴木賢太、杉山宏樹、今長和宏、冨田楓
  - アートコーディネーター：鈴木真吾、林勇、鈴木あみ、西嶋友里、内山高太郎、徳永法子、村瀬大、中村秀美、三上貴子、谷元沙紀、平山雄大
  - CG統括・プロデュース：木本禎子、草崎祐一郎
  - CG統括・デザイン：齋藤一広
  - CG制作：武井裕介、相馬楊介、坂田亜希穂、勝又透江、上床隼人、三原由貴、麦倉弘晟、今井美夏
  - CG送出：紺野彩美、宮下幸恵、小林春男、三橋麻美、村川由樹、七海菜美、辰馬知女、𠮷澤彩美、上山桃奈、小池潤、福森翔太、小田島麗香
  - CG技術協力：デジデリック
  - 美術協力：東宝舞台、チトセアート、ナカムラ綜美、ヤマモリ、テレフィット、興進電化、コマデン、エスケイシステム、野沢園、京花園、東京特殊効果、千葉洋行、山田かつら、京阪商会、東京衣装、フジアール
    - フジテレビ・オール美術スタッフ
- 編集：青柳宇恭、井上三郎、井上真一、大島洋介、岡田瞳、小川琢磨、小口夏樹、門山周介、近藤宏紀、齋藤紗矢香、塩原祐弥、四ノ宮正一、野殿宗一郎、葉柴栄次、浜野康良、渕真悟、町田莉果子、水田竣介、村田千秋、吉田裕樹
- MA︰足達健太郎、井上葵、岡村奈央、片桐麻莉子、木村亮允、鈴木久美子、土屋由香、古川小百合、水野学、横井秀也、吉田肇
- 編集協力：IMAGICA、共同テレビジョン、ENO.STURIO、映像通信、STUDIO38、casinodrive、あのザキプロ、リトルベア、森三平、キャニットシー、movs、東京オフラインセンター、TELESIGHT
- 音響効果：田中壽一、北澤享、久坂恵紹、佐藤卓嗣、宍戸遥香、高津浩史、西山知史、星裕介、松下俊彦、松山矩之、村松聡、株式会社ヴァルス、4-Legs
- ビジュアルデザイン︰邨山直也、南幅康哉
- 番組アーカイブ：富永章夫、添田祐介、畠由季恵
- 配信：松本祥
- 視聴者センター：大國裕治
- データ放送：菅野亜紀、清水淳司、高島裕司、瀧祐作、寺本匠、名倉博明、藤木幸司、大澤孝輔、家泉恭介、岩﨑祐也、富樫真也、石井謙吾、中島啓
- デジタルメディア技術部︰遠藤千翼
- キャスティング協力：竹内太郎、安藤太郎
- 気象情報提供：三井良浩、フジテレビ気象センター
- メディカルケア：青木晃（ウェルエイジングクリニック南青山）
- 法務：堀川修平
- リサーチ：稲津大周（フォーミュレーション）、森川実莉（ビスポ）
- 撮影協力：Jヴィレッジ、イオンモール幕張新都心、ヴィータ、なわとび小助、NORTH ROAD SP、LIVE DAM Ai、DAM 第一興商、ジール撮影事業部、ハップいしもと、三慶サービス、楢葉町、広野町、SmartStart
- 制作協力：FCC、UNITED PRODUCTIONS、ジーヤマ、VIVIA、SPIN GRASS、MEW、合同会社ミアコレオ、ハーフトーンミュージック、K-max、よしもとブロードエンタテインメント
- 協力：ナチュラルエイト、太田プロダクション、ワタナベエンターテインメント、ジャニーズ事務所、T.Nゴン、マセキ芸能社、アップフロントグループ、ホリプロ、松竹芸能、グレープカンパニー、サンミュージック、プロダクション人力舎、タイタン、テイクオフ、イープロダクション、BR DOCK、ご出演いただいた全ての皆様
- アナウンス室：宮道治朗、佐々木恭子、川野良子
- タイムキーパー：松下絵里、江野澤郁子、平野美紀子、槇加奈子、山口奈保美、高木美紀、水越理恵、海老澤廉子、星美香、色摩涼、山口佳奈絵、橋本彩乃
- デスク：市川亜季、藤田ゆきの、安藤萌々香、植林茜、河合杏里沙、川口ひとみ、古賀美由紀、小早川茉美、佐藤まりか、鈴木桂子、瀬川桃花、筒井さより、弦巻和子、富張明子、山崎尚美
- WEB制作：峯本亮、福田暁史、遠藤千翼、奥田与里子、中山直人、佐藤功成
- SNS：EmpaC

<企画担当制作スタッフ>
- 『FNSスゴ技鬼レンチャン』
  - 演出：当麻晋三[30]
  - ディレクター：角山僚祐、石川隼
- 『100kmサバイバルマラソン』
  - 演出：登内翼斗
  - プロデューサー：挟間英行、五十嵐剛、谷口大二、和田健
  - ロケコーディネート：伊勢本裕之、森川暢哉、奥島康志
- 『唐沢佐吉』
  - 演出：名城ラリータ（FCC）
  - プロデューサー：半田悠理
  - ディレクター：高瀬康宏、中森達也
  - AD：小林勁太、大平晋作
- 『千鳥の鬼レンチャン』
  - 演出：千葉悠矢
  - プロデューサー：島田源太郎、小網啓之、川島典子、松井徹
  - ディレクター：妹尾篤志、井上真吾、姉崎正広、林千恵子、重原将司、三好良太、峠奈緒、黒田長憲、鵜飼雅佳、金子健之
  - AP：近藤未来、島津未來、恵川柚美、菅原優衣
  - AD：名取良馬、高橋真美、高田瑞希、大川龍斗、上野草太郎、志賀雄大、相田浩希、窪田藍
- 『チームDEファイト』
  - 演出：日置祐貴[30]
  - プロデューサー：石川綾一、利光智子
  - ディレクター：北山拓、宮川直樹、青木孝之、林竜作
  - AD：原凛一郎、小原麗未、堤啓太
- 『ビートDEトーヒ』
  - 演出：島田和正
  - ディレクター：花輪研斗
- 『明石家さんまのラブメイト10』
  - 演出：出口敬生[30]
  - プロデューサー：渡辺俊介、上野貴央、石川敬大
  - ディレクター：加藤武、玉野鼓太郎
  - AD：一野瀬開太、高柳李々花
- 『火薬田ドン』
  - 演出：三宅恵介、北山拓
  - プロデューサー：萬匠祐基、金佐智絵
  - ディレクター：原武範、津野若菜、城山海周、坪井一季
  - AD：宇佐美慧太、久保田裕介、井上豊、田上晃幹
- 『S-PARK』
  - プロデューサー：蓮沼貴宏、宮下正孝、齋藤拓也
  - ディレクター：黒﨑遼、穂刈貴誠
- 『真夜中のお笑いレンチャン』
  - 演出：中川将史
  - プロデューサー：南條祐紀、二宮幸平、倉科知美、橋本苑香
  - ディレクター：鈴木善貴、角山僚祐、玉置遼
  - AD：渋谷さくら、齊藤未来、若狭聡司、伊藤大地、坪井拓郎、金安恒香、鈴木涼功
- 『めざましテレビ』
  - 演出：山内倫理
  - プロデューサー：高橋龍平、郡薫子
  - ディレクター：石塚幸一、宇佐美尭也
  - AD：益田果穂、砂山早良
- 『岸大介中継』
  - 演出：山田賢太郎
  - プロデューサー：宮崎鉄平、桐谷太一
  - ディレクター：梅澤慶光
  - AP：今尾千里
  - AD：宮原弘光、青木夏芽、上村昭博、荒瀬舞
- 『イタズラジャーニー』
  - 演出：池田哲也
  - プロデューサー：松本祐紀、碓永容子、島田源太郎
  - ディレクター：石川隼、前川善郎、板垣忠彦
  - AP：本山麻美、中陳陽太
  - AD：荻原卓也、田中大和、井戸田絵里加
- 『逃走中』
  - 演出：庄司裕暁（FCC）
  - プロデューサー：笹谷隆司、加藤大（FCC）
  - ディレクター：瀧澤卓（FCC）、佐藤一輝、海老澤和也、山川泰一、赤平卓、萩原正雄
  - 監修：秋永真吾
  - AP：芦埜大希、飯田芽久
  - AD：金田昌也、磯島大貴、神山豪太、高橋勇斗、奥野修平
- 『FNS鬼レンチャン歌謡祭』
  - 演出：浜崎綾[30]
  - プロデューサー：三浦淳、中村峰子、相場優衣子、宇賀神裕子、福井倫子、後藤夏美
  - ディレクター：黒岩栄治、川上惇、樋川優美、渡辺由貴、松舘ちひろ、大野悟、伊藤竜太、阪本玲以
- 『ナゾトレ川柳』
  - 演出：木月洋介、姉崎正広
  - プロデューサー：赤池洋文、堀川香奈、髙木大輔、田岸宏一、阿部聡
  - ディレクター：渡辺修、遠藤貴士、浦川瞬、田吹康
  - AP：林夏姫、栗脇るか
  - AD：上村英生、阿知波慶衣、上口真白、中野瞭
- 『有吉ダマせたら10万円』
  - 演出：水野達也（ジーヤマ）
  - プロデューサー：北山孝
  - ディレクター：五島大徳、山口敏、落岩将平、久野和洋、内田義之、小林悦子
  - AP：馬場ゆうみ
  - FD：及能貴之
  - AD：成田朝陽、高橋奈々、松本みず沙、沖野晃良
- 『競馬中継』
  - プロデューサー：小室俊一
  - ディレクター：中村明博、土倉広州
- 『芸能人が本気で考えた!ドッキリGP』
  - 演出：中川将史
  - プロデューサー：蜜谷浩弥、山﨑貴博、高橋洋子、鈴木美帆、勝又郁乃、坂本耕司
  - ディレクター：当麻晋三、吉田渉、間島陸、岡耕平、金城和彦
  - AP：渡邊恵美、石井伸幸
  - AD：福島悠人、黒川珠季、広瀬由依菜
- 『千鳥の鬼レンチャン400m走サバイバルレンチャン』
  - 演出：日下真行（MEW）
  - プロデューサー：宮木正悟、岩崎正志、湯田遥水
  - ディレクター：錫木亮、吉本一生、亀池晃弘、橋本和哉、川西崇文
  - AD：山田大輝、武岡澄也、大川紗帆、金城佑真、荒井大和
- フジテレビプロデューサー：清水正樹、福田淳一、黒木彰一、清水泰貴、朝妻一、若林美樹、滝澤美衣奈、江本薫、矢崎裕明、太田秀司、竹岡直弘、池田拓也
- フジテレビディレクター：島本亮、加藤智章、木村壮、高橋正尚、田村優介、冨田直伸、筧大輝、杉野幹典、田中良樹、大村昴平、阪口智稀、片岡新己留、蜂屋圭祐、柴田尚輝
- フジテレビAD：飛田将斗、原田和実、菊池弘基、鳥越賢太郎、萩原渓太郎、服部怜奈、口田琢仁、金子千紗都
  -     - フジテレビ・バラエティ制作センターオールスタッフ
- 本部制作プロデューサー：岡村恭子、貞本有紀
- 本部ディレクター：温井精一、岡本卓真、穐田章吾
- 本部AP：上原拓真、伊藤みず紀、相馬令子
- 本部AD：髙﨑壮、吉田雅人、糟谷孟、池田梨乃、西野宮寛季、大杉峻矢、小川莉央、野宮颯、見澤優生
- 制作協力：吉本興業
  - 吉本興業プロデューサー：神夏磯秀、田中裕樹・帯川航、武藤佑樹
  - AP：福田菜々美、鮎川雅江、香西大輝、假屋颯太
- 本部プロデューサー：五十嵐元[13]、寺田裕・山脇瞳、岡本計
- 本部演出：中川将史、登内翼斗、千葉悠矢
- 制作：小仲正重、太田一平、竹内誠、北口富紀子、木村剛、塩谷亮
- チーフプロデューサー：情野誠人
- 総合演出・プロデュース：武田誠司[18]
- 制作著作：フジテレビ/フジネットワーク27社